# Ernst Haak
Ernst Haak (* 22. April 1924 in Wettin; † 3. Oktober 2021) war ein deutscher Hochschullehrer und Politiker. Er war 1952 kurzzeitig  Abgeordneter des Landtags von Sachsen-Anhalt in der DDR.

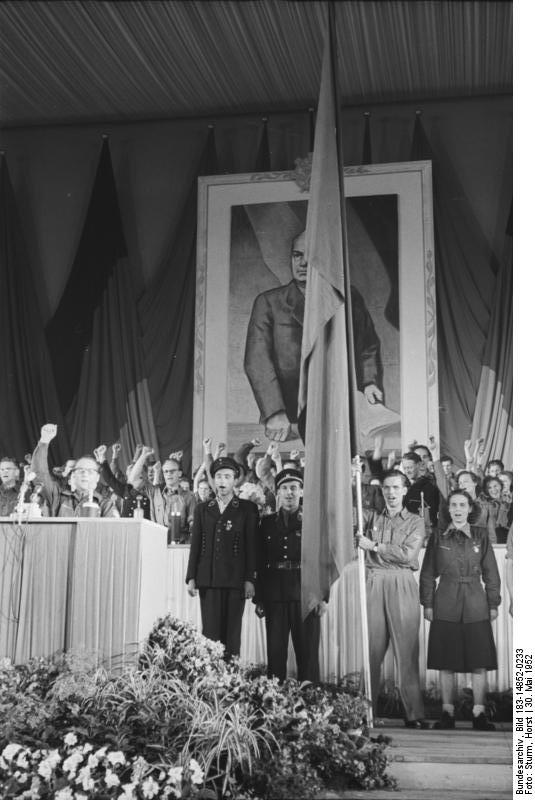
Ernst Haak, 1952, die Fahne haltend

## Leben
Haak absolvierte von 1938  bis 1940 eine Lehre zum Stahlbauschlosser und studierte 1941 zwei Semester Bauingenieurwesen. Nach dem Zweiten Weltkrieg wurde er Mitglied der Sozialistischen Einheitspartei Deutschlands (SED) und der Freien Deutschen Jugend (FDJ). Er war zunächst FDJ-Gruppenleiter in Wettin, dann FDJ-Arbeitsgebietsleiter im Saalkreis. Nach einem Lehrgang von 1949 bis 1950 an der SED-Landesparteischule Sachsen-Anhalt war er von November 1950 bis Juli 1952 Landesvorsitzender der FDJ von Sachsen-Anhalt (Nachfolger von Gerhard Neukranz).
Auf der 15. Sitzung des Landtages Sachsen-Anhalt am 2. April 1952 trat er als Mitglied der FDJ-Fraktion in den Landtag ein, dem er bis zu seiner Auflösung im Juli 1952 angehörte. Nach Auflösung der Länder und Bildung der Bezirke in der DDR fungierte er von 1952 bis 1954 als 1. Sekretär der FDJ-Bezirksleitung Halle. Von August 1952 bis 1954 war er Abgeordneter des Bezirkstages und gleichzeitig Mitglied der SED-Bezirksleitung und Kandidat des Büros der Bezirksleitung Halle. Haak begann 1955 ein Studium am Institut für Gesellschaftswissenschaften beim ZK der SED, wo er im April 1961 zum Dr. rer. oec. promoviert wurde. Danach erhielt er eine Dozentur an der Parteihochschule „Karl Marx“ beim ZK der SED (PHS). Später war er stellvertretender Direktor und Leiter der Abteilung Fernstudium und von November 1971 bis August 1979 Leiter des Lehrstuhls Politische Ökonomie des Kapitalismus an der PHS (Nachfolger von Hannes Wunderlich). Anschließend arbeitete er als Professor für politische Ökonomie an der Pädagogischen Hochschule „Karl Friedrich Wilhelm Wander“ Dresden.
1989 wurde Haak emeritiert.

## Schriften (Auswahl)
- Die Verstärkung der ungleichmäßigen ökonomischen und politischen Entwicklung Westdeutschlands und Großbritanniens und die Verschärfung der Widersprüche zwischen beiden Ländern nach dem 2. Weltkrieg (Dissertation). Berlin 1961.
- Die wachsende Ungleichmäßigkeit der Entwicklung des Kapitalismus nach dem Zweiten Weltkrieg. Dietz, Berlin 1965.
- (zusammen mit Hannes Wunderlich): Grundkurs zu Lenins Werk „Der Imperialismus als höchstes Stadium des Kapitalismus“. Dietz, Berlin 1971.

## Auszeichnungen
- 1966 Vaterländischer Verdienstorden in Bronze